# Macallan

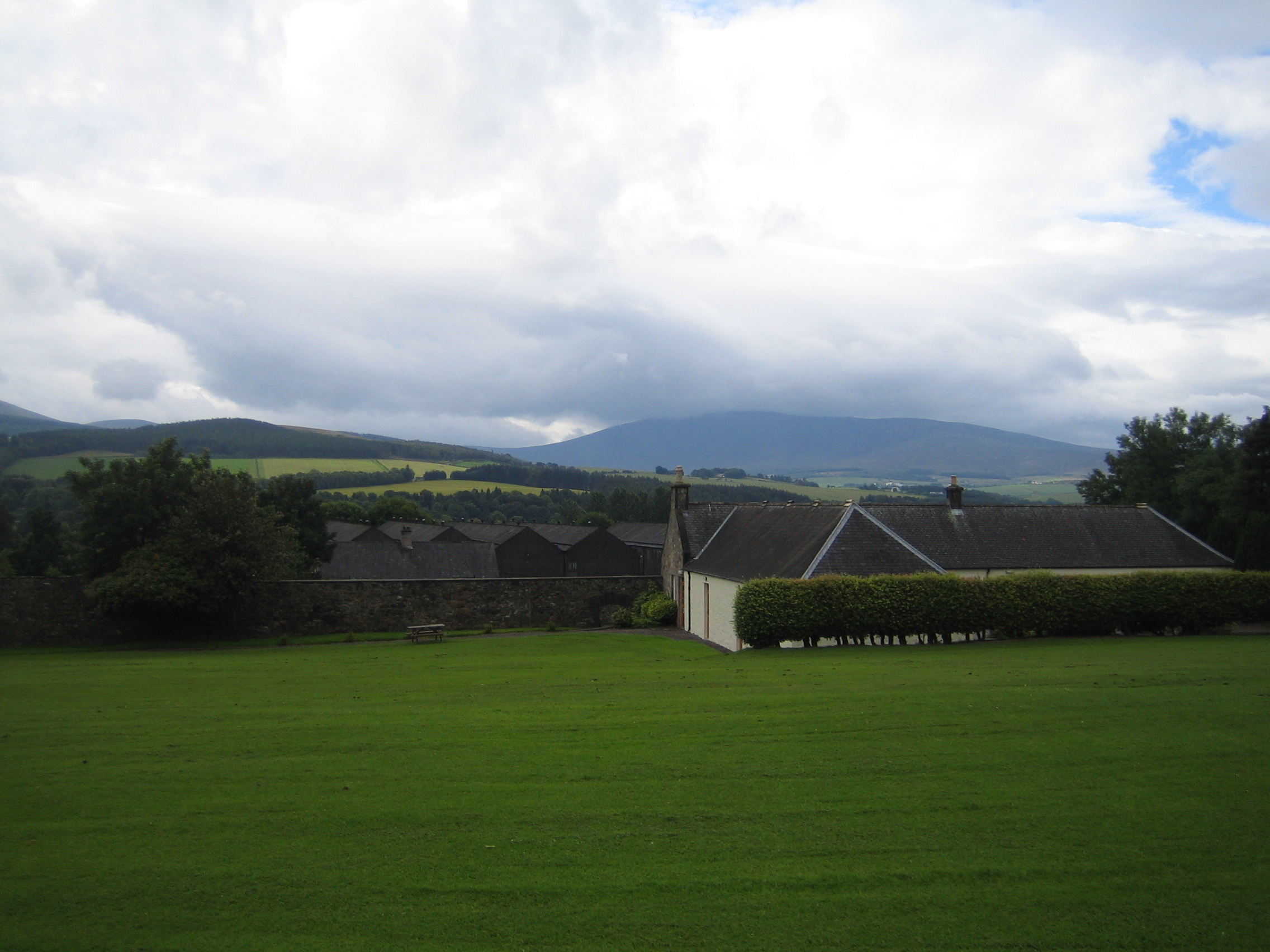
Distilleria a Craigellachie nella regione di Speyside in Scozia

Macallan è un whisky scozzese di puro malto, prodotto dalla Macallan Distillery vicino a Easter Elchies House, a Craigellachie nella regione Speyside in Scozia.

## Caratteristiche
Originalmente, il Macallan veniva fatto maturare solamente in barili di quercia provenienti da Jerez de la Frontera in Spagna.
All'inizio del 2004 Macallan ha introdotto un nuovo prodotto principale, la serie Fine Oak, in cui il whisky viene affinato in barili di quercia utilizzati in precedenza per il bourbon o per lo sherry.
La distilleria offre una varia gamma di invecchiamenti: il più comune generalmente disponibile è il whisky invecchiato 12 anni. Altrettanto noto è quello affinato 18 anni.
Le versioni invecchiate 25 e 30 anni sono molto costose e anche più rare da trovare.
Inoltre è disponibile una versione "off the cask", cioè non diluita e prelevata direttamente dalla botte 116-proof, ovvero 58 gradi.
L'Elegancia, un 80-proof (40 gradi) è invecchiato 12 anni ed è disponibile soltanto nei negozi esenti da dazio.
Il Macallan è uno degli ingredienti del The Famous Grouse.

## Versioni di Macallan

### Serie Sherry Oak
- The Macallan 7, 10, 12, 18, 25, & 30 anni d'invecchiamento
- The Macallan Elegancia

### Serie Fine Oak
- The Macallan 8, 10, 12, 15, 17, 18, 21, 25, & 30 anni d'invecchiamento

### Versioni Speciali
- The Macallan (data e invecchiamento): 1961 (40 anni d'invecchiamento), 1946 (52 anni d'invecchiamento), 1948 (51 anni d'invecchiamento), & 1951 (49 anni d'invecchiamento)
- The Macallan Replica (varie versioni): 1861, 1874, 1841, and 1876
- The Macallan Vintage Travel: 20s, 30s, 40s, and 50s
- The Macallan Exceptional: I, II, III, IV, V, & VI
- The Macallan Cask Strength: US & UK
- The Macallan 50 Years Old
- The Macallan Adami
- The Macallan Blake
- The Macallan Gran Reserva 1979, 1980
- The Macallan Gran Reserva 1982, 2002 imbottigliamento
- The Macallan Millennium Dec
- The Macallan Private Eye 1961
- The Macallan Speaker Martin's
- The Macallan Lalique